# Parafia Wszystkich Świętych w Starym Białczu
Parafia Wszystkich Świętych w Starym Białczu – parafia rzymskokatolicka, znajdująca się w archidiecezji poznańskiej, w dekanacie śmigielskim. 